# Lisa Aitken
Pour les articles homonymes, voir Aitken.
Lisa Aitken, née le 16 février 1990 à Dundee, est une joueuse professionnelle de squash représentant l'Écosse. Elle atteint le 21e rang mondial en décembre 2022, son meilleur classement. Elle est championne d'Écosse à quatre reprises entre 2010 et 2020.

## Biographie
Elle commence à jouer au squash à l'âge de 9 ans et à l'âge de 10 ans, elle participe à son premier tournoi junior à Aberdeen. Elle est repérée par Pat Nicol, l'ancien entraîneur national écossais et père de Peter Nicol, ancien numéro un mondial.
Elle a une carrière junior exceptionnelle, participant à la finale de tous les tournois nationaux juniors. Elle remporte également tous les titres nationaux, des moins de 11 ans aux moins de 19 ans, la seule femme à l'avoir fait. Elle participe également au circuit européen junior et elle atteint le top 3 dans son groupe d'âge avant de devenir numéro 1 dans la catégorie des moins de 15 ans et 17 ans.
Elle est la plus jeune joueuse à avoir été sélectionnée pour l'Écosse et, la même année, elle reçoit le prix de meilleure joueuse de l'équipe senior.
Elle refuse l'opportunité d'aller à l'université pour devenir professionnelle et se consacrer à sa carrière de squash. Elle est sélectionnée pour représenter l'Écosse aux Jeux du Commonwealth de 2010 à Delhi, où elle atteint les quarts de finale en double féminin et en double mixte. Elle atteint le 38e rang mondial en décembre 2012.
Elle contracte la dengue alors qu'elle participe à l'Open de Malaisie à l'été 2014, ce qui anéantit ses ambitions sportives pendant plus de deux ans, mais elle signe son retour en remportant son premier titre du PSA World tour au New Zealand Classic en juin 2017 et en ajoutant un deuxième au PwC Ladies Open quelques mois après en octobre.
En 2018, 8 ans après, elle gagne à nouveau le championnat d’Écosse et termine l'année en trombe en remportant deux tournois dans la même semaine face à Cindy Merlo et Olivia Fiechter. Fin 2022, elle se déchire le ménisque et se rompt les ligaments croisés. Près de deux plus tard,elle reprend la compétition au tournoi Qatar Classic 2024 et début 2025, elle remporte un tournoi challenger.

## Palmarès

### Titres
- Championnats d'Écosse : 4 titres (2010[9], 2018[10], 2019, 2020)